# Semiothisa separataria
Semiothisa separataria là một loài bướm đêm trong họ Geometridae.